# Colombier-Fontaine
Colombier-Fontaine település Franciaországban, Doubs megyében. Lakosainak száma 1215 fő (2022. január 1.). Colombier-Fontaine Lougres, Saint-Maurice-Colombier, Villars-sous-Écot és Étouvans községekkel határos.

## Népesség
A település népességének változása:
| Lakosok száma | 1236 | 1370 | 1523 | 1422 | 1356 | 1344 | 1267 | 1220 | 1205 | 1215 |
|               | 1968 | 1982 | 1990 | 2006 | 2013 | 2015 | 2017 | 2019 | 2020 | 2022 |